# Rubrouck
Rubrouck é uma comuna francesa na região administrativa de Altos da França, no departamento do Norte. Estende-se por uma área de 14.88 km². Em 2010 a comuna tinha 955 habitantes (densidade: 64,2 hab./km²).